# Giorgio Lòsego
Giorgio Lòsego (* 31. Oktober 1948 in Rom) ist ein italienischer Theater- und Filmregisseur sowie Schauspieler.

## Leben
Lòsego studierte Schauspiele auf der „Accademia Pietro Scharoff“ und debütierte 1975 im Theater unter Giuliano Vassilicò. Seinen Durchbruch feierte er in der Titelrolle des Stückes Proust in der Spielzeit 1976/1977. Als Regisseur inszenierte er zuerst König Ödipus, den er auch spielte, 1984. Mit Lidia Montanari drehte er im Folgejahr Castighi, der aber ebenso wie der 1989 im gleichen Team entstandene Le stelle fredde nicht in den regulären Verleih kam und nur auf Festivals und in Cineclubs gezeigt wurde.

## Filmografie
- 1984: Castighi
- 1989: Le stelle fredde